# 平松大志
平松 大志（ひらまつ だいし、1983年7月3日 - ）は、栃木県出身の元プロサッカー選手。ポジションはディフェンダー（主にセンターバック（CB））。

## 来歴
帝京高校サッカー部入部時には「実力が下から2番目の選手だった」と述懐。帝京での1学年先輩に田中達也、田村雄三、同期に本田弘幸（本田圭佑の兄）、1期後輩に大沢朋也、2期後輩に関口訓充、足助翔などがおり、2001年高校総体でベスト8に進出。第80回全国高等学校サッカー選手権大会では作陽高校に敗れ初戦敗退。2002年に中央大学へ進学し、サッカー部主将を務めた。大学での同期に天羽良輔、田中翔太、小林優希。
2006年、水戸ホーリーホックへ入団。同年5月14日東京V戦でデビュー。DF陣の故障者が続出する中、足を痙攣させながらも粘り強い守備で 勝利に貢献した。持ち前のスピードと対人の強さを発揮し、水戸のホーム笠松運動公園陸上競技場では「アイアンボディー」とアナウンスされた。
2007年4月25日、湘南戦において、ヘディングで競った着地時に右腕を脱臼し、約1ヶ月半離脱。復帰以後はフル出場を続けた。この年はJリーグ選手協会支部長を務めた。
2008年からは守備のリーダー 並びに、チームのキャプテンを務め、守備の要として活躍。5月18日のJ2第14節愛媛戦で、Jリーグ初得点を挙げた（この得点が決勝点となり1-0で勝利。）。この年の活躍がFC東京強化部から評価され 獲得のオファーを受けると、選手としての成長を求めて移籍を決意。
2009年よりFC東京に移籍。CBとして対人プレーやインターセプトに自信を見せ、同年の開幕戦でのスタメンに抜擢された。J1初出場となったが、チームは大敗。平松自身も致命的なパスミスをしてしまった こともあって、早々に控えに追いやられた。一度は自信を失うも、DF今野泰幸が日本代表招集によってチームを離れたことを機にカップ戦で先発出場の機会を得る。予選リーグ終盤の3試合にフル出場し、決勝トーナメント進出に貢献した。シーズン終盤には、相手のサイド攻撃を封じるべくサイドでも起用された。ナビスコカップ決勝戦では右サイドのMFとして途中投入され、無失点勝利に貢献。プロ入り後の初タイトルを掴んだ。課題とされたビルドアップの向上に努め、第33節神戸戦でリーグ戦スタメン復帰。CBとして無失点に抑えるとともにJ1での初得点を挙げ、共に控え組として苦闘していた藤山竜仁、浅利悟 の退団セレモニーを勝利で飾った。
2010年は今野、森重真人に次ぐ第3のCBとして、シーズン開幕からカップ戦を含む全試合にベンチ入りしていたが（森重が先発出場しなかった2試合にフル出場）、4月25日の練習試合でアキレス腱を断裂し、長期離脱を強いられた。同じく長期の負傷離脱となっていたチームメートの米本拓司は、辛いリハビリ期間中に平松が励ましてくれたことは特に大きかったと述懐している。翌2011年もリハビリが続き、2012年4月に入り全体練習に合流。6月9日の練習試合で対外試合に復帰したが、同月20日の練習中にアキレス腱付着部を部分断裂し再離脱となった。
2013年夏場にかけて再合流。同年10月6日の練習試合で好プレーを見せ、同月13日に行われた天皇杯3回戦の千葉戦において、公式戦としては約3年半ぶりにベンチ入りを果たした。完調には至らないながらも続く4回戦の大宮戦に途中出場し、3年半ぶりの公式戦出場を記録した。これが最後の出場となり、シーズン終了後に現役引退を表明。なお、自身の勝利パフォーマンスは吉本一謙へ引き継がれた。
2014年7月より、スポーツ事業を営む株式会社ドームに勤務。2015年12月、ドームが福島県リーグに所属する『いわきFC』の運営権を取得。平松は高校・大学の先輩である田村雄三と共に同クラブの強化・スカウト部門のスタッフに就任した。また、2016年4月からは同県リーグで審判を務める。

## 所属クラブ
- 喜連川SC (喜連川町立金鹿小学校)[1]
- 1996年 - 1998年 さくら市立喜連川中学校[1]
- 1999年 - 2001年 帝京高校
- 2002年 - 2005年 中央大学学友会サッカー部
- 2006年 - 2008年  水戸ホーリーホック
- 2009年 - 2013年  FC東京

## 個人成績
| 国内大会個人成績 | 国内大会個人成績 | 国内大会個人成績 | 国内大会個人成績 | 国内大会個人成績 | 国内大会個人成績 | 国内大会個人成績 | 国内大会個人成績 | 国内大会個人成績 | 国内大会個人成績 | 国内大会個人成績 | 国内大会個人成績 |
| 年度             | クラブ           | 背番号           | リーグ           | リーグ戦         | リーグ戦         | リーグ杯         | リーグ杯         | オープン杯       | オープン杯       | 期間通算         | 期間通算         |
| 年度             | クラブ           | 背番号           | リーグ           | 出場             | 得点             | 出場             | 得点             | 出場             | 得点             | 出場             | 得点             |
| 日本             | 日本             | 日本             | 日本             | リーグ戦         | リーグ戦         | リーグ杯         | リーグ杯         | 天皇杯           | 天皇杯           | 期間通算         | 期間通算         |
| ---------------- | ---------------- | ---------------- | ---------------- | ---------------- | ---------------- | ---------------- | ---------------- | ---------------- | ---------------- | ---------------- | ---------------- |
| 2006             | 水戸             | 3                | J2               | 13               | 0                | -                | -                | 1                | 0                | 14               | 0                |
| 2007             | 水戸             | 3                | J2               | 41               | 0                | -                | -                | 2                | 0                | 43               | 0                |
| 2008             | 水戸             | 3                | J2               | 38               | 4                | -                | -                | 2                | 0                | 40               | 4                |
| 2009             | FC東京           | 15               | J1               | 7                | 1                | 5                | 0                | 3                | 0                | 15               | 1                |
| 2010             | FC東京           | 15               | J1               | 1                | 0                | 1                | 0                | 0                | 0                | 2                | 0                |
| 2011             | FC東京           | 15               | J2               | 0                | 0                | -                | -                | 0                | 0                | 0                | 0                |
| 2012             | FC東京           | 15               | J1               | 0                | 0                | 0                | 0                | 0                | 0                | 0                | 0                |
| 2013             | FC東京           | 15               | J1               | 0                | 0                | 0                | 0                | 1                | 0                | 1                | 0                |
| 通算             | 日本             | 日本             | J1               | 8                | 1                | 6                | 0                | 4                | 0                | 18               | 1                |
| 通算             | 日本             | 日本             | J2               | 92               | 4                | -                | -                | 5                | 0                | 97               | 4                |
| 総通算           | 総通算           | 総通算           | 総通算           | 100              | 5                | 6                | 0                | 9                | 0                | 115              | 5                |

| 国際大会個人成績 | 国際大会個人成績 | 国際大会個人成績 | 国際大会個人成績 | 国際大会個人成績 |
| 年度             | クラブ           | 背番号           | 出場             | 得点             |
| AFC              | AFC              | AFC              | ACL              | ACL              |
| ---------------- | ---------------- | ---------------- | ---------------- | ---------------- |
| 2012             | FC東京           | 15               | 0                | 0                |
| 通算             | AFC              | AFC              | 0                | 0                |

- 2006年05月14日：Jリーグ ディビジョン2初出場 - J2第15節 vs東京ヴェルディ1969 (国立)[7]
- 2008年05月18日：Jリーグ ディビジョン2初得点 - J2第14節 vs愛媛FC (笠松)[11]
- 2009年03月07日：Jリーグ ディビジョン1初出場 - J1第01節 vsアルビレックス新潟 (味の素)[15]
- 2009年11月28日：Jリーグ ディビジョン1初得点 - J1第33節 vsヴィッセル神戸 (味の素)[24]

## タイトル
- 全国高等学校総合体育大会サッカー競技大会 優秀選手 （2001年）
- 国民体育大会サッカー競技 優秀選手 （2001年）
- 関東大学サッカーリーグ戦2部 （2002年）
- Jリーグ・ヤマザキナビスコカップ (2009年)
- スルガ銀行チャンピオンシップ (2010年)
- Jリーグ ディビジョン2 (2011年)
- 天皇杯全日本サッカー選手権大会 (2011年)